# ألفريد ندسون
ألفريد ندسون (بالإنجليزية: Alfred G. Knudson)‏ (مواليد 9 أغسطس 1922 - 10 يوليو 2016) هو عالم وراثة وطبيب أمريكي متخصص بالجينات السرطانية. له العديد من المساهمات بهذا المجال وصياغة فرضية ندسون سنة 1971، والتي تفسر آثار الطفرة على التسرطن (نمو السرطان).